# Castelnou (Teruel)
Castelnou ist eine Gemeinde in der Provinz Teruel in der Autonomen Region Aragón in Spanien. Sie liegt in der Comarca Bajo Martín. 2024 hatte die Gemeinde 99 Einwohner.

## Lage
Castelnou liegt etwa 100 Kilometer (Luftlinie) in nordnordöstlicher Richtung von der Provinzhauptstadt Teruel und etwa 75 Kilometer (Luftlinie) südöstlich von Saragossa in einer Höhe von ca. 200 m.

## Bevölkerungsentwicklung
| Jahr      | 1970 | 1981 | 1991 | 2001 | 2011 | 2021 |
| Einwohner | 216  | 148  | 123  | 109  | 178  | 121  |

Die Mechanisierung der Landwirtschaft sowie die Aufgabe bäuerlicher Kleinbetriebe und der daraus resultierende Verlust an Arbeitsplätzen haben seit der Mitte des 20. Jahrhunderts zu einer Landflucht geführt.

## Sehenswürdigkeiten

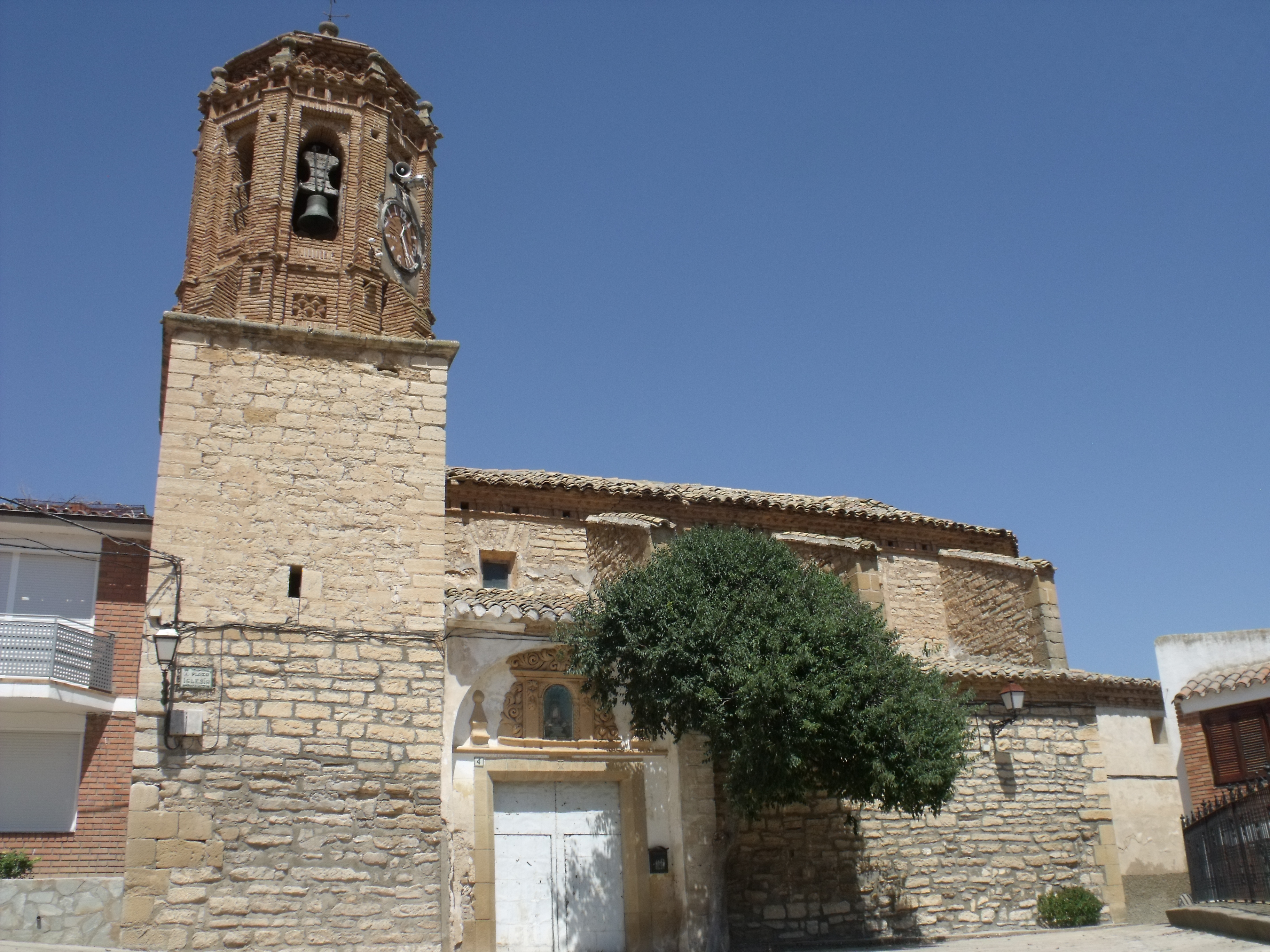
Kirche der Unbefleckten Empfängnis
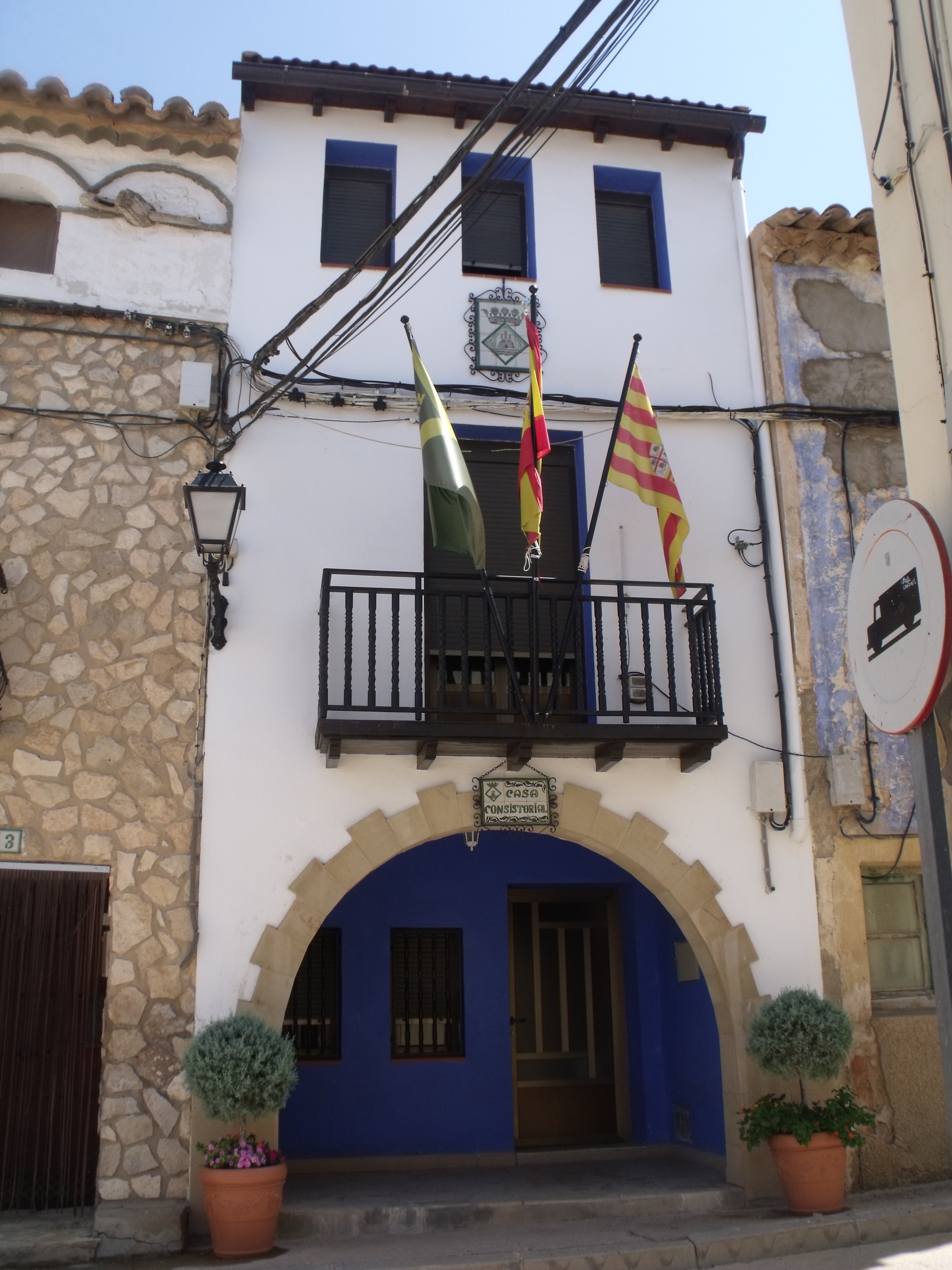
Rathaus

- Kirche der Unbefleckten Empfängnis
- Rathaus